# Вест Појнт (Алабама)
Вест Појнт (енгл. West Point) град је у америчкој савезној држави Алабама. По попису становништва из 2010. у њему је живело 586 становника.

## Демографија
Према попису становништва из 2010. у граду је живело 586 становника, што је 291 (98,6%) становника више него 2000. године.
| Група             | 2000.       | 2010.       |
| Белци             | 293 (99,3%) | 538 (91,8%) |
| Афроамериканци    | 0 (0,0%)    | 0 (0,0%)    |
| Азијати           | 0 (0,0%)    | 3 (0,5%)    |
| Хиспаноамериканци | 2 (0,7%)    | 35 (6,0%)   |
| Укупно            | 295         | 586         |